# Powierz
Powierz (deutsch Powiersen, 1938 bis 1945 Waldbeek) ist ein kleines Dorf in der polnischen Woiwodschaft Ermland-Masuren. Es gehört zur Landgemeinde Janowiec Kościelny im Powiat Nidzicki (Kreis Altenburg).

## Geographische Lage
Powierz liegt im Südwesten der Woiwodschaft Ermland-Masuren, zehn Kilometer südlich der Kreisstadt Nidzica (deutsch Neidenburg).

## Geschichte

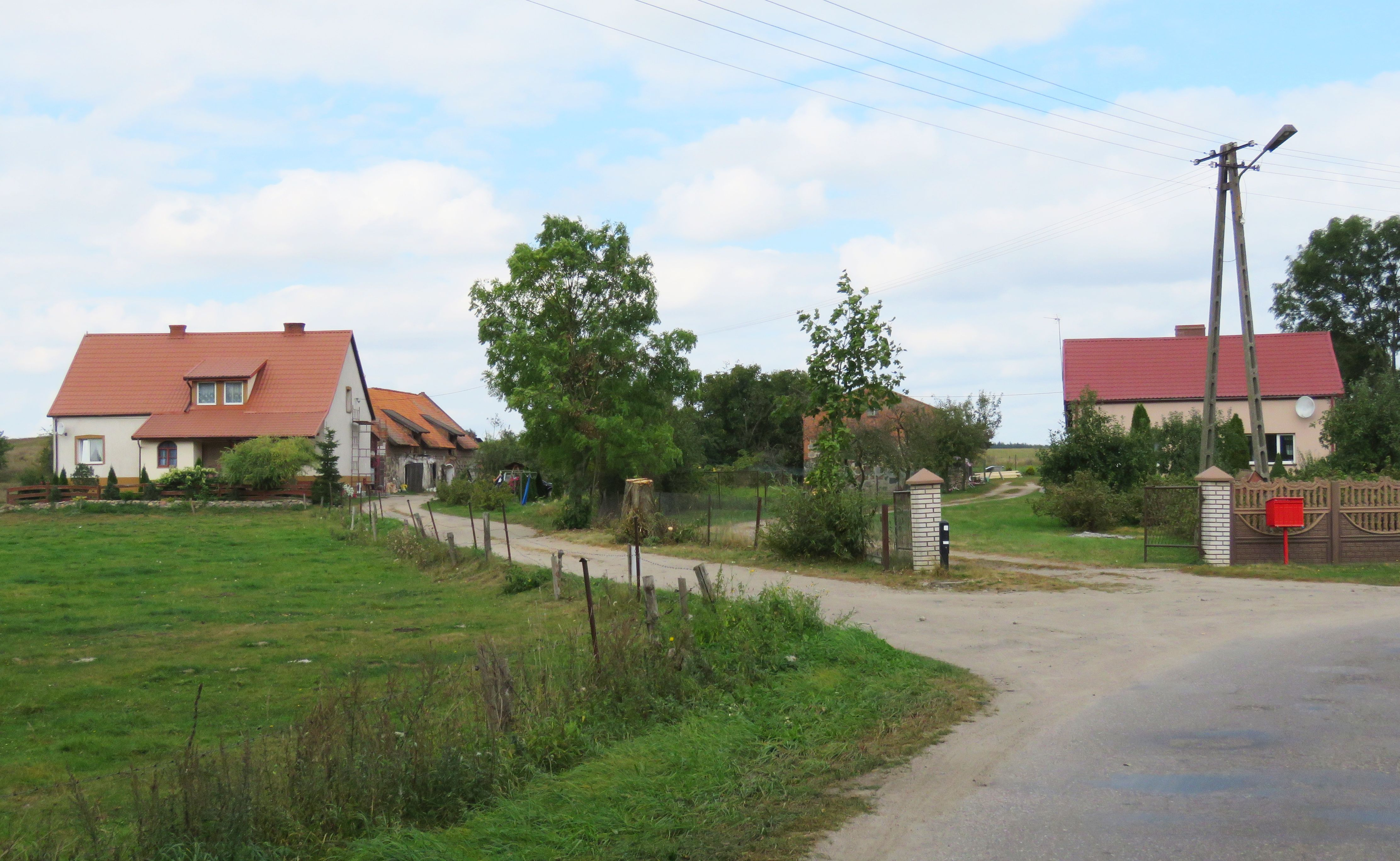
Dorfstraße in Powierz

Das damalige Powierzen wurde 1374 gegründet. 1874 wurde das kleine Dorf in den Amtsbezirk Saberau (polnisch Zaborowo) im ostpreußischen Kreis Neidenburg aufgenommen. Bis 1945 war es eingegliedert.
122 Einwohner zählte Powiersen im Jahre 1910, im Jahre 1933 waren es 112.
Aus politisch-ideologischen Gründen der Abwehr fremdländisch klingender Ortsnamen wurde Powiersen am 3. Juni – amtlich bestätigt am 16. Juli – 1938 in „Waldbeek“ umbenannt. Die Einwohnerzahl belief sich 1939 auf 127.
In Kriegsfolge kam das gesamte südliche Ostpreußen im Jahre 1945 zu Polen, und somit auch Waldbeek. Das kleine Dorf erhielt die polnische Namensform „Powierz“ und ist heute – mit dem Sitz eines Schulzenamtes – eine Ortschaft im Verbund der Gmina Janowiec Kościelny im Powiat Nidzicki, bis 1998 der Woiwodschaft Olsztyn, seither der Woiwodschaft Ermland-Masuren zugehörig. Im Jahre 2011 zählte Powierz 80 Einwohner.

## Kirche
Bis 1945 war Powiersen resp. Waldbeek in die evangelische Kirche Saberau (polnisch Zaborowo) in der Kirchenprovinz Ostpreußen der Kirche der Altpreußischen Union sowie in die römisch-katholische Kirche Napierken (1938 bis 1945 Wetzhausen (Ostpr.), polnisch Napierki) im Bistum Ermland eingepfarrt.
Heute gehört Powierz zur evangelischen Heilig-Kreuz-Kirche Nidzica in der Diözese Masuren der Evangelisch-Augsburgischen Kirche in Polen, außerdem zur katholischen Pfarrei Napierki im jetzigen Erzbistum Ermland.

## Verkehr

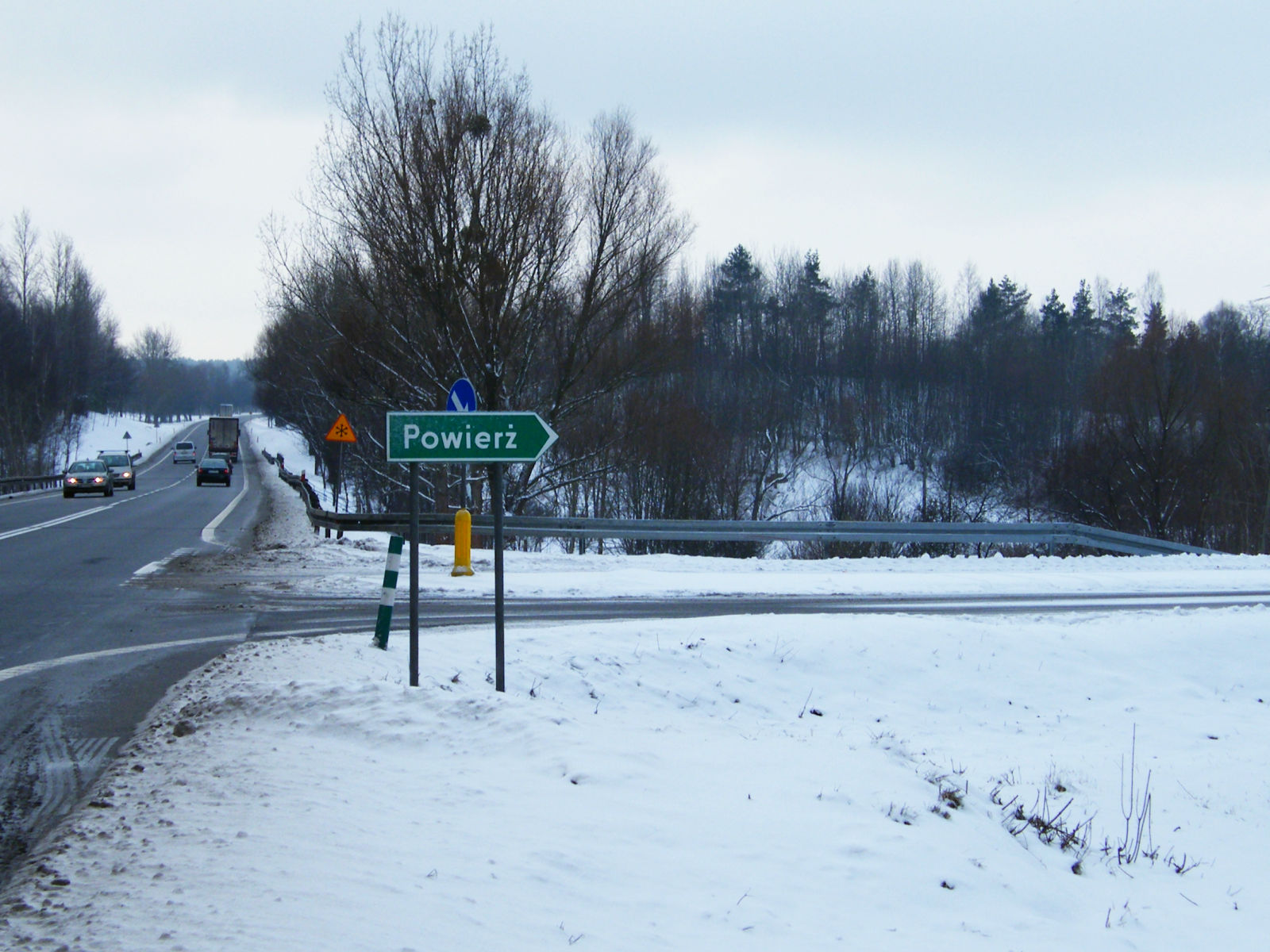
Ausfahrt Powierz der ehemaligen Landesstraße 7

Powierz lag viele Jahre an der Landesstraße 7, bildet aber heute eine eigene Anschlussstelle an der in den 2010er Jahren erbauten Schnellstraße 7 (S 7), die von Danzig bis Rabka-Zdrój in Nord-Süd-Richtung durch Polen verläuft und auch die Trasse der Europastraße 7 (E 77) bildet. Auch eine Nebenstraße, die die Nachbarorte Safronka (Saffronken) und Krokowo (Krokau) verbindet, verläuft durch das Dorf. Eine Anbindung an den Bahnverkehr besteht nicht.